# مرت
مرت (وتُكتب أيضًا مريت) في الدين المصري القديم إلهة مرتبطة بشدة بالابتهاج، مثل الغناء والرقص.

## في الأسطورة
كانت ميريت زوجة رمزية تنسب أحيانًا لـ حعبي، إله فيضان النيل. اسمها يشير إلى ذلك، إذ يعني ببساطة "المحبوبة". كزوجة رمزية، كانت تُصور عادة بنفس الرموز التي تتعلق بحعبي، حيث كانت تضع على رأسها إما اللوتس الأزرق الرامز لصعيد مصر، أو البردي الذي يرمز لدلتا النيل. وبما أن حعبي كان مصدر الوفرة، كانت مريت تُصور عادة بوعاء قرابين، حيث كانت تُعتبر، كونها زوجته، المتلقية الرمزية لعطاياه.
بين الطبقات الاجتماعية الدنيا، حيث كانت الحصاد الناجح أهم من النزعة الوطنية، كانت تُعتبر بشكل أقوى زوجة حعبي أكثر من حاميات الصعيد والدلتا، اللواتي كن عادة زوجاته في الطبقات العليا من المجتمع. كإلهة كان دورها أن تكون المتلقية الرمزية للوفرة من فيضان النيل، كانت مرتبطة بشدة بالابتهاج، مثل الغناء والرقص. تروي القصص لاحقًا أن مريت كانت إلهة الساعة الثامنة، في كتاب البوابات.